# Major Mátyás
Szikszai Major Mátyás (16. század – 17. század) református tanuló a heidelbergi egyetemen; előbb a debreceni református főiskolában tanult, ahol 1609. március 27-én lépett a felső osztályba, 1614-ben kántor volt az iskolában, 1615. április 11-én főiskolai senior; mint Rédei Ferenc alumnusa 1615. november 6-tól Heidelbergben tanult.
Nevét Szikszainak is írta.

## Munkái
- De sacram. eucharistiae seu Coena Domini. Resp. 13. Jan. 1616. Heidelbergae.
- De justificatione fidei. Resp. 18. Apr. 1616. Uo.
- De S. Trinitate in unitate Divinae essentiae. Resp. 26. Okt. 1616. Uo. (Pareus, Dávid., Colleg. Theol. Heidelbergae, 1620. II. 267-269., 305-306. és 341-342. l.)